# Electrinocellia
Electrinocellia peculiaris, Inocellia peculiaris
Genre
Espèce
Synonymes
- †Inocellia peculiaris F. M. Carpenter, 1956

Electrinocellia est un genre fossile d'insectes raphidioptères de la famille des Inocelliidae. 
La seule espèce du genre, fossile, Electrinocellia peculiaris, est connue par un seul spécimen mâle trouvé en Russie, dans de l'ambre datant du Priabonien de l'Éocène supérieur.

## Classification
Le genre est décrit en 1997 par le paléoentomologiste américain Michael S. Engel (1971-),.
L'espèce Electrinocellia peculiaris est décrite en 1956 par Frank M. Carpenter (en) sous le protonyme Inocellia peculiaris,.

### Étymologie
L'épithète spécifique peculiaris, donné par Frank Carpenter, fait référence à la nature énigmatique de l'espèce lors de sa première étude, et signifie en latin « spécial ».
Le genre a été nommé à partir du latin electrum signifiant ambre et Inocellia, le genre type des Inocelliidae. 

## Description et histoire
Le genre n'est connu que par l'holotype, un unique spécimen mâle brun foncé, déposé au Harvard University Museum of Comparative Zoology sous le numéro de spécimen 51. Il est étudié et décrit pour la première fois en 1956 par le prolifique paléoentomologiste Frank M. Carpenter (en), alors conservateur des collections paléoentomologiques de Harvard. 
Lors de cette première description, Carpenter place l'espèce dans la famille des Inocellia, bien qu'il note quelques particularité chez le spécimen étudié. Il remarque notamment des antennes placées très en arrière sur la tête, l'absence d'ocelles, ainsi qu'un ptérostigma inhabituel pour une espèce de cette famille. Le spécimen est, en outre, nettement plus petit que ceux des autres espèces d'Inocellia, l'aile antérieure ne mesurant que 6 millimètres de long et 1,8 millimètre de large. Carpenter place donc l'espèce dans la famille des Inocellia malgré ses réserves, qui ne justifient pas la création d'un nouveau genre à ses yeux.
Horst et Ulrike Aspöck et Hubert Rausch, dans leur ouvrage de 1991 intitulé Die Raphidiopteren der Erde, notent également la nature très étrange de l'espèce et remettent en cause le placement de Frank Carpenter, mais ne proposent pas de créer un nouveau genre.
C'est finalement Michael S. Engel qui déplace l'espèce dans la sous-famille monotypique Electrinocellinae et dans le genre Electrinocellia. 

## Liste d'espèces
Selon BioLib (31 juillet 2022) :
- †Electrinocellia peculiaris Carpenter, 1956

### Publications originales
- [1995] (en) Michael S. Engel, « A New Fossil Snake-Fly Species from Baltic Amber (Raphidioptera: Inocelliidae) », Psyche: A Journal of Entomology, vol. 102, nos 3-4,‎ 1995, p. 187–193 (ISSN 0033-2615 et 1687-7438, DOI 10.1155/1995/23626, lire en ligne, consulté le 1er août 2022).
- [1956] (en) F. M. Carpenter, « The Baltic Amber Snake-Flies (Neuroptera) », Psyche: A Journal of Entomology, vol. 63, no 3,‎ 1er janvier 1956, p. 77–81 (ISSN 0033-2615 et 1687-7438, DOI 10.1155/1956/97248, lire en ligne, consulté le 1er août 2022).